# Copa Trans-Tasman
La Copa Trans-Tasman fue una competición amistosa de fútbol en la que participaban las selecciones de Australia y Nueva Zelanda. Se disputó seis veces entre 1983 y 1995, en la época en la que la Copa de las Naciones de la OFC se mantuvo inactiva, aunque la última edición fue computada como una de las semifinales de la edición 1996 del evento oceánico. 
El torneo constaba de dos partidos, uno en territorio australiano y otro en tierras neozelandesas. Los australianos obtuvieron el título en cuatro ocasiones, mientras que Nueva Zelanda en dos. El nombre se debe a que el Mar de Tasmania (Tasman en inglés) separa a ambos países.
En 2012 comenzó a disputarse la ASB Trans-Tasman Cup, que involucra a los seleccionados de futsal de Australia y Nueva Zelanda.

## Ediciones

### 1983
| 22 de febrero de 1983 | Nueva Zelanda                        | 2:1 (0:1) | Australia   | Mount Smart Stadium, Auckland |                           |
|                       | Cresswell 47' · Ratcliffe 69' (a.g.) | Reporte   | Kosmina 36' | Árbitro(s): William Munro     | Árbitro(s): William Munro |

| 27 de febrero de 1983 | Australia | 0:2 (0:0) | Nueva Zelanda       | Olympic Park, Melbourne                                   |                                                           |
|                       |           | Reporte   | Cole 66' · Adam 73' | Asistencia: 14 000 espectadores Árbitro(s): Jack Johnston | Asistencia: 14 000 espectadores Árbitro(s): Jack Johnston |

| Nueva Zelanda                   |
| Campeón Nueva Zelanda 1º título |

### 1986
| 25 de octubre de 1986 | Nueva Zelanda | 1:1 (0:0) | Australia  | Mount Smart Stadium, Auckland                          |                                                        |
|                       | Deeley 60'    | Reporte   | Arnold 55' | Asistencia: 3 156 espectadores Árbitro(s): Garry Fleet | Asistencia: 3 156 espectadores Árbitro(s): Garry Fleet |

| 27 de febrero de 1986 | Australia              | 2:0 (1:0) | Nueva Zelanda | Parramatta Stadium, Sídney                               |                                                          |
|                       | Arnold 66' · Zinni 74' | Reporte   |               | Asistencia: 4 800 espectadores Árbitro(s): Jack Johnston | Asistencia: 4 800 espectadores Árbitro(s): Jack Johnston |

| Australia                   |
| Campeón Australia 1º título |

### 1987
| 2 de septiembre de 1987 | Australia | 1:1 (0:0) | Nueva Zelanda | Olympic Park, Melbourne                                    |                                                            |
|                         | Zinni 68' | Reporte   | Ironside 82'  | Asistencia: 5 000 espectadores Árbitro(s): Chris Bambridge | Asistencia: 5 000 espectadores Árbitro(s): Chris Bambridge |

| 9 de septiembre de 1987 | Nueva Zelanda | 1:0 (1:0) | Australia | Hutt Recreation Ground, Lower Hutt                    |                                                       |
|                         | de Jong 18'   | Reporte   |           | Asistencia: 5 000 espectadores Árbitro(s): Gary Fleet | Asistencia: 5 000 espectadores Árbitro(s): Gary Fleet |

| Nueva Zelanda                   |
| Campeón Nueva Zelanda 2º título |

### 1988
| 12 de octubre de 1988 | Nueva Zelanda | 1:2 (0:0) | Australia                   | Caledonian Ground, Dunedin                              |                                                         |
|                       | Ironside 77'  | Reporte   | Crino 60' · Ollerenshaw 74' | Asistencia: 3 000 espectadores Árbitro(s): Lennox Sharp | Asistencia: 3 000 espectadores Árbitro(s): Lennox Sharp |

| 16 de octubre de 1988 | Australia                   | 2:0 (0:0) | Nueva Zelanda | Queen Elizabeth Oval, Bendigo                              |                                                            |
|                       | Lung 49' (a.g.) · Spink 68' | Reporte   |               | Asistencia: 3 000 espectadores Árbitro(s): Chris Bambridge | Asistencia: 3 000 espectadores Árbitro(s): Chris Bambridge |

| Australia                   |
| Campeón Australia 2º título |

### 1991
| 12 de mayo de 1991 | Nueva Zelanda | 0:1 (0:1) | Australia     | Queen Elizabeth II Park, Christchurch                 |                                                       |
|                    |               | Reporte   | Milosevic 44' | Asistencia: 8 000 espectadores Árbitro(s): Gary Fleet | Asistencia: 8 000 espectadores Árbitro(s): Gary Fleet |

| 15 de mayo de 1991 | Australia                 | 2:1 (0:0) | Nueva Zelanda | Hindmarsh Stadium, Adelaida                                |                                                            |
|                    | Petersen 46' · Vidmar 50' | Reporte   | Roberts 75'   | Asistencia: 6 500 espectadores Árbitro(s): Bill Monteverde | Asistencia: 6 500 espectadores Árbitro(s): Bill Monteverde |

| Australia                   |
| Campeón Australia 3º título |

### 1995
| 10 de noviembre de 1995 | Nueva Zelanda | 0:0     | Australia | Queen Elizabeth II Park, Christchurch                   |                                                         |
|                         |               | Reporte |           | Asistencia: 8 000 espectadores Árbitro(s): Barry Tasker | Asistencia: 8 000 espectadores Árbitro(s): Barry Tasker |

| 15 de noviembre de 1995 | Australia                                | 3:0 (2:0) | Nueva Zelanda | Breakers Stadium, Newcastle                               |                                                           |
|                         | Mori 33' · Wade 45' (pen.) · Spiteri 51' | Reporte   |               | Asistencia: 8 858 espectadores Árbitro(s): Simon Micallef | Asistencia: 8 858 espectadores Árbitro(s): Simon Micallef |

| Australia                   |
| Campeón Australia 4º título |

## Estadísticas

### Palmarés
| Equipo        | Campeón                    | Subcampeón                 |
| ------------- | -------------------------- | -------------------------- |
| Australia     | 4 (1986, 1988, 1991, 1995) | 2 (1985, 1987)             |
| Nueva Zelanda | 2 (1985, 1987)             | 4 (1986, 1988, 1991, 1995) |

### Goleadores
| Jugador         | Selección     | Goles |
| --------------- | ------------- | ----- |
| Robert Ironside | Nueva Zelanda | 2     |
| Andrew Zinni    | Australia     | 2     |